# 小行星9054
小行星9054（英語：9054 Hippocastanum）是一颗围绕太阳公转的小行星。1991年12月30日，艾瑞克·怀特·埃尔斯特在上普罗旺斯发现了此天体。
这颗小行星的绝对星等为258.2541595908666等。